# Rhabdomastix (Rhabdomastix) luteola
Rhabdomastix (Rhabdomastix) luteola is een tweevleugelige uit de familie steltmuggen (Limoniidae). De soort komt voor in het Neotropisch gebied.